# Wojna w Ogadenie

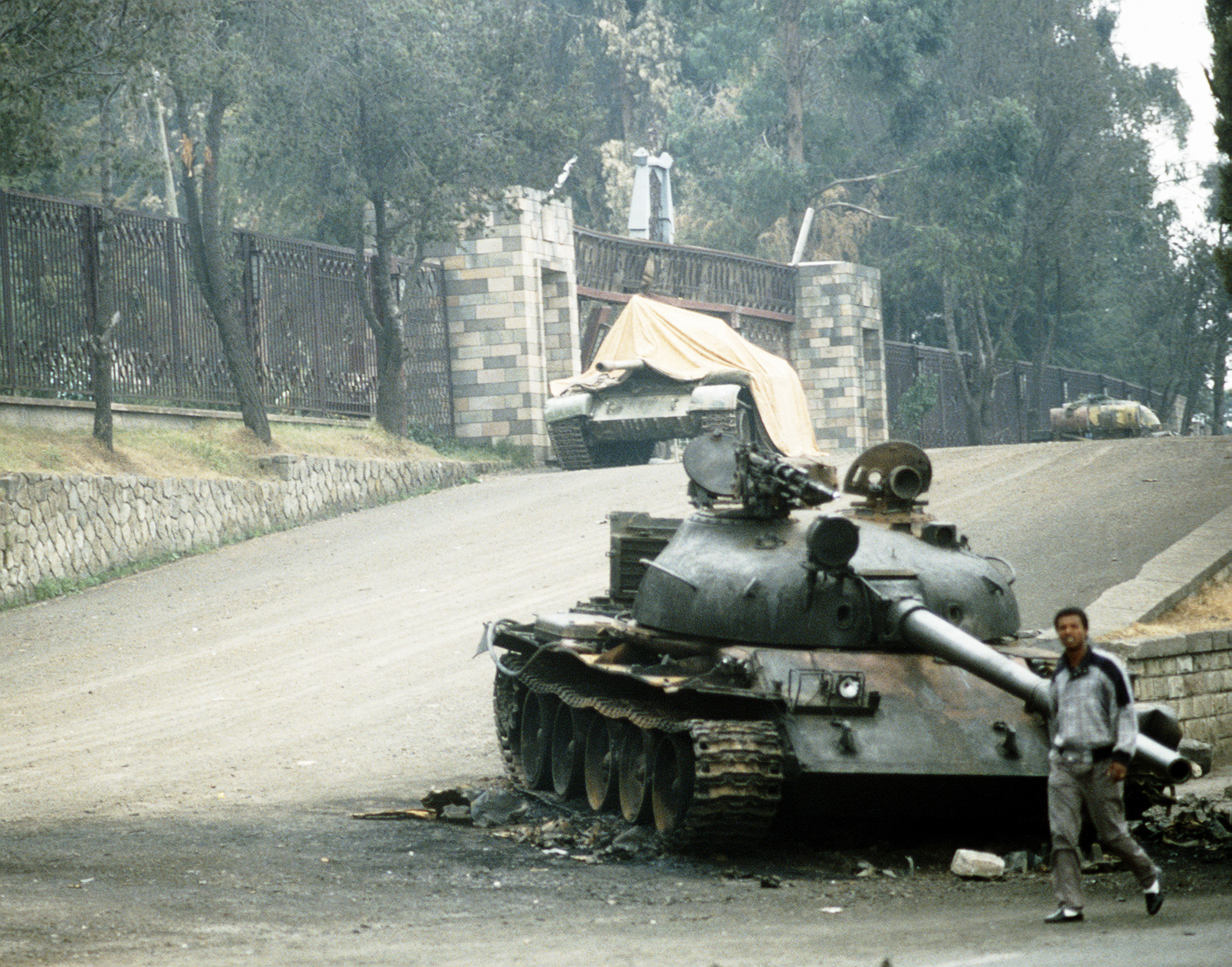
Czołg T-62 zniszczony w czasie walk w Ogadenie

Wojna w Ogadenie – konwencjonalny konflikt zbrojny stoczony pomiędzy wojskami Somalii i Etiopii w latach 1977–1978 o etiopską prowincję Ogaden. Walki wybuchły, gdy Somalia – pragnąc wykorzystać chwilowe zachwianie równowagi sił w regionie – postanowiła zająć Ogaden, twierdząc, że jest to część historycznej „Wielkiej Somalii”. Wojna ta stanowi doskonałą ilustrację kruchych sojuszów okresu zimnej wojny: Związek Radziecki przestał dostarczać pomoc Somalii i poparł Etiopię, która poprzednio była bliskim sojusznikiem Stanów Zjednoczonych, co spowodowało, że USA zaczęły wspierać Somalię. Wojna dobiegła kresu wraz z wycofaniem się wojsk somalijskich z Ogadenu i zawarciem zawieszenia broni.

## Tło konfliktu

### Walki somalijsko-etiopskie
Ogaden jest sporną prowincją Etiopii zamieszkiwaną w większości przez Somalów (Somalisów). Kwestia przynależności regionu budziła kontrowersje już od uzyskania niepodległości przez Somalię w 1960 roku. Do szeregu starć granicznych w Ogadenie doszło już na początku 1964 roku. 7 lutego oddziały somalijskie przekroczyły granicę i wkroczyły do prowincji. Postęp somalijskich oddziałów zakończyła mediacja podjęta przez Organizację Jedności Afrykańskiej. Mediacja zakończyła się przywróceniem terytorialnego status quo). Problem przynależności tych ziem powrócił po wojskowym zamachu stanu w Etiopii z 1974 roku. Nowy rząd zmuszony był do walki z coraz silniejszymi separatyzmami które nie ominęły Ogadenu. W 1975 roku rozpoczęła się rebelia Frontu Wyzwolenia Zachodniej Somalii (WSLF).
Do 1977 roku rebelianci z WSLF nie przejawiali większej aktywności, a ich działania ograniczały się do ataków na etiopskie posterunki. Od 1976 roku finansowanie i zaopatrywanie buntu rozpoczął somalijski rząd Mohammeda Siad Barre.

### Sytuacja geopolityczna
Wraz z narastaniem konfliktu o prowincję doszło do zmian na geopolitycznej mapie regionu. Somalia będąca dotychczasowym sojusznikiem ZSRR zerwała wcześniejsze umowy z tym mocarstwem i zwróciła się o pomoc do Stanów Zjednoczonych. Spowodowane to było ożywionymi relacjami etiopsko-radzieckimi. Decydujący wpływ na zbliżenie się Somalii do USA miało zaproponowanie przez Związek Radziecki utworzenia federacji Etiopii, Somalii i Dżibuti. Radziecka propozycja była w Somalii skrajnie niepopularna. Federacja stała w sprzeczności z silnie nacjonalistycznym nastawieniem Somalijczyków (ideologia Wielkiej Somalii).
Wraz z wyrzuceniem przez rząd Somalii doradców radzieckich, Waszyngton zainstalował w Somalii misję pod nazwą Amerykańska Agencja na rzecz Rozwoju Międzynarodowego, utworzono także bazę wojskową w Berberze.
Etiopia w zbliżającym się konflikcie mogła liczyć na pomoc nie tylko ZSRR (który od 1976 roku wysyłał do tego kraju doradców i sprzęt), ale również Kuby, Korei Północnej i NRD. Napływ radzieckiego sprzętu zwiększył się gdy rządzący dyktator Mengystu Hajle Marjam zdecydował się w kwietniu 1977 roku zamknąć działającą w kraju amerykańską misję wojskową i jej centrum łączności.

## Przebieg działań
Wojska somalijskie wkroczyły do Ogadenu o 3.00 nad ranem 13 lipca 1977 roku (według niektórych dokumentów etiopskich miało to miejsce 23 lipca). Jeśli wierzyć etiopskim danym, liczyła ona 70 tys. żołnierzy, 40 samolotów, 250 czołgów, 350 transporterów opancerzonych i 600 dział, czyli praktycznie tyle, ile liczyła cała armia somalijska. Do końca miesiąca 60% terytorium Ogadenu znalazło się w rękach połączonych sił somalijskiej armii i rebeliantów, w tym miejscowość i lotnisko Godie nad rzeką Uebi Szebelie. Nie obeszło się przy tym bez ofiar; etiopscy obrońcy miast Dire Dawa i Dżidżiga zadali nacierającym poważne straty. Również lotnictwo etiopskie (EAF), po początkowym okresie przewagi somalijskich MiG-ów, zaczęło odzyskiwać przewagę w powietrzu przy użyciu znacznie lepszych amerykańskich F-5. Wojna w Ogadenie była debiutem bojowym śmigłowców Mi-24 (pierwotnie do Etiopii dostarczono 6, a potem kolejne 10 sztuk Mi-24A).
Związek Radziecki podjął się mediacji. Gdy te zakończyły się fiaskiem, ZSRR wysłał do Etiopii ogromne transporty uzbrojenia. Sowiecka pomoc militarna ustępowała wielkością jedynie dostawom dla Syrii w październiku 1973 roku podczas wojny Jom Kipur. Obok broni, amunicji i sprzętu do kraju napływali radzieccy doradcy wojskowi (personel radziecki liczył 800–1000 ludzi), a za nimi około 15 000 regularnych wojsk kubańskich (11 tysięcy w oddziałach i pododdziałach przewidzianych do bezpośredniego udziału w walce oraz 6000 instruktorów czy techników). Inne kraje socjalistyczne również pospieszyły z pomocą: Jemen Południowy zaoferował wsparcie zbrojne, Korea Północna pomagała w szkoleniu „Milicji Ludowej”; Niemcy Wschodnie również zaproponowały szkolenie, pomoc logistyczną i materiałową. Kiedy w listopadzie ujawniona została skala komunistycznej pomocy, władze w Mogadiszu natychmiast zerwały stosunki dyplomatyczne z ZSRR i wydaliły z kraju wszystkich obywateli tego kraju. Somalia zwróciła się ponadto w stronę Zachodu oraz bardziej prozachodnich państw islamskich regionu (Egipt i Iran wraz z USA uczestniczyły w dozbrajaniu Somalii).
Nie wszystkie socjalistyczne kraje stanęły po stronie Etiopii. W efekcie napiętych stosunków chińsko-sowieckich, Chiny wsparły Somalię na polu dyplomacji, udzielając jednocześnie niewielkiej pomocy wojskowej. Rumuński dyktator Nicolae Ceaușescu, który miał zwyczaj odstępować od linii politycznej Kremla, utrzymywał z Siadem Barre dobre stosunki.
Największe zwycięstwo sił SNA-WSLF w tej wojnie miało miejsce w połowie września, podczas drugiego natarcia na Dżidżigę, wskutek którego zdemoralizowane wojska etiopskie musiały opuścić miasto i wycofać się poza strategicznie ważną pozycję obronną na przełęczy Marda, w połowie drogi między Dżidżigą a Harar. Pod koniec września Etiopia musiała przyznać, że kontroluje nie więcej niż 10% obszaru Ogadenu, a na niektórych odcinkach frontu jej wojska zostały wyparte z terytoriów etnicznie somalijskich w regiony Harerge, Bale i Sidamo. Z drugiej jednak strony Somalijczycy nie byli w stanie postępować naprzód ze względu na wyczerpanie wojska, szczególnie w batalionach czołgów, ciągłe ataki powietrzne Etiopczyków na ich linie zaopatrzeniowe i niedogodności sezonu deszczowego, który uczynił drogi całkowicie nieprzejezdnymi. Tymczasem rządowi etiopskiemu udało się powołać pod broń ponad 100-tysięczne siły milicji, a następnie włączyć je w szeregi regularnej armii. Jednocześnie następowało szybkie przezbrajanie na modłę armii Układu Warszawskiego.
Od października 1977 do stycznia 1978 siły SNA-WSLF próbowały zdobyć Harar, gdzie zgrupowane zostały siły 40 tys. Etiopczyków wspieranych ogniem dział radzieckiej produkcji, jak również 11 tys. kubańskich żołnierzy, nad poczynaniami których czuwało 1500 doradców z ZSRR, na czele których stał generał Wasilij Pietrow. I choć wojskom somalijskim udało się w listopadzie dotrzeć do przedmieść Hararu, były zbyt wyczerpane, by zająć miasto i w końcu zostały odparte w tył, gdzie czekał je etiopski kontratak.
Etiopsko-kubańskie uderzenie nastąpiło z początkiem lutego. Towarzyszył mu drugi atak, którego Somalijczycy się nie spodziewali. Kolumna etiopskich i kubańskich wojsk pomaszerowała przez góry pomiędzy Dżidżigą a granicą somalijską, okrążając siły SNA-WSLF, broniące przełęczy Marda. Teraz nastąpił atak „cęgowy” z dwóch stron, co doprowadziło do odebrania w ciągu dwóch dni Dżidżigi i zabicia 3 tys. obrońców przełęczy. Somalijski front załamał się, wszystkie ważniejsze miasta wpadły w ręce Etiopczyków w ciągu dwóch tygodni. Zdając sobie sprawę z beznadziejnej sytuacji, Siad Barre 9 marca 1978 roku rozkazał armii wycofać się w granice Somalii. Ostatni większy somalijski oddział opuścił Etiopię 15 marca i tym samym wojna została zakończona. Wraz z somalijskim wojskiem do Somalii wycofało się 1,5 miliona mieszkańców Ogadenu obawiających się zemsty ze strony Etiopczyków.

## Rezultaty wojny w Ogadenie
Po wycofaniu się armii somalijskiej partyzanci z WSLF nadal prowadzili swe działania. W maju 1980 roku udało im się, przy niewielkim udziale żołnierzy somalijskich, opanować znaczną połać Ogadenu, jednak do roku 1981 partyzanci zostali rozbici.
Wojna o Ogaden bardzo osłabiła somalijskie siły zbrojne. Niemal jedna trzecia żołnierzy somalijskich, jedna czwarta sił pancernych i połowa lotnictwa została stracona. Rząd Barre’a musiał porzucić marzenia o Wielkiej Somalii. Przegrana wojna rozpoczęła stopniowy upadek rządów Barre’a; pierwsza zorganizowana grupa opozycyjna, Demokratyczny Front Wyzwolenia Somalii (SSDF), został utworzony przez wojskowych w roku 1979.
Separatyzm w Ogadenie odżył po 1984 roku kiedy to utworzony został Narodowy Front Wyzwolenia Ogadenu (ONFL). W 1995 ugrupowanie podjęło rebelię w Ogadenie. Zintensyfikowane działania w konflikcie przypadły na lata 2007–2008. Ostateczne porozumienie pokojowe między rządem a ONFL miało miejsce 29 lipca 2010.